# Caméra sans fil
Une caméra sans fil peut être de deux types : caméra RF (radio-fréquence) ou caméra HF (haute fréquence).
Le système est commercialisé sous forme de :
- kit (transmission, réception, connectique, alimentations) ;
- caméra seule et son alimentation adaptée (tension, puissance).

La caméra sans fil est utilisée principalement en informatique sous forme de webcam, et pour les fonctions de vidéosurveillance professionnelle et/ou domestique. On peut aussi l'utiliser en tant qu'astrocam, météocam, ou en modélisme (aéromodélisme et modélisme naval  notamment).
La fonction d'une caméra sans fil est de transmettre à distance des prises de vues vidéo et photographiques, qui peuvent être aériennes - à l'aide d'un modèle réduit ou aérocam, ou embarquée dans un dispositif complexe, locomotive, véhicule radiocommandé (avion, voiture ou  bateau, etc.).
Par le biais d'une liaison sans fil, la caméra est reliée à un récepteur, lui-même connecté à un ordinateur personnel, téléviseur ou tout autre moniteur de visualisation. La liaison se fait par ondes radio grâce à la technologie sans fil, en utilisant la bande radio libre et gratuite ISM.

## caméra sans-fil2,4GHz
Il existe 2 catégories de transmission sans fil utilisant la bande de fréquence de 2,4 GHz :
- Wi-Fi ou AFSI numérique IP. Le transmetteur possède 13 canaux (voir la Liste des canaux Wi-Fi) d'une puissance de 10 ou 100 mW et est doté d'une antenne tige 1/4 d'onde omnidirectionnelle de 0 dBd. (PIRE maximale de 100 mW ou 20 dBm). La portée peut atteindre jusqu'à 500 m du routeur, mais uniquement à vue, c'est-à-dire sans obstacle.

Il est également possible d'utiliser comme relais un serveur vidéo connecté à un routeur Wi-Fi. Le serveur doit alors être compatible avec des caméras vidéo analogiques PAL via l'entrée vidéo. 
Choix du canal : les canaux (fréquence) Wi-Fi 11 (2 462 MHz), 7 (2 442 MHz) et parfois 4 (2 422 MHz) sont souvent employés car ils sont peu brouillés, ou moins, par les fréquences des caméras sans-fil analogiques et autres transmetteurs. 
Le matériel haut de gamme utilise la compression MPEG4, qui est capable de transmettre jusqu'à 30 images par seconde pour une résolution moyenne, et uniquement en local.
Si la caméra est reliée à un récepteur au travers du réseau Internet, le nombre d'images par seconde dépend principalement des performances de la liaison. Pour l'ADSL, il faut disposer d'un débit montant d'au moins 256 kbit. Le nombre d'images par seconde décroît, et la fluidité s'en ressent. L'image est de plus en plus saccadée.
- Caméra vidéo composite analogique PAL. Elle dispose généralement de 4 canaux( ~2 410, ~2 430, ~2 450 et ~2 470 MHz) d'une puissance rayonnée dite PIRE légale de 10 mV (ou 10 dBm ou 90 dBµV à 3 m).

À l'émetteur, on ajoute le plus souvent une antenne tige verticale (pol V) ou une antenne plate patch permettant un gain théorique de 0 dBd. La portée nominale définie par le constructeur est de 50  à   100 m, sur un récepteur standard habituel.
Certains constructeurs annoncent des portées de 500 m à l'extérieur, à vue, pouvant être augmentée par l'utilisation d'une antenne plate patch directive à polarisation circulaire -- c'est-à-dire concentrant l'énergie HF dans une seule direction utile --.
Certains modèles de caméra sans-fil incluant un faisceau vision nocturne (diodes IR) ; on trouve assez souvent un micro en plus du dispositif vidéo.

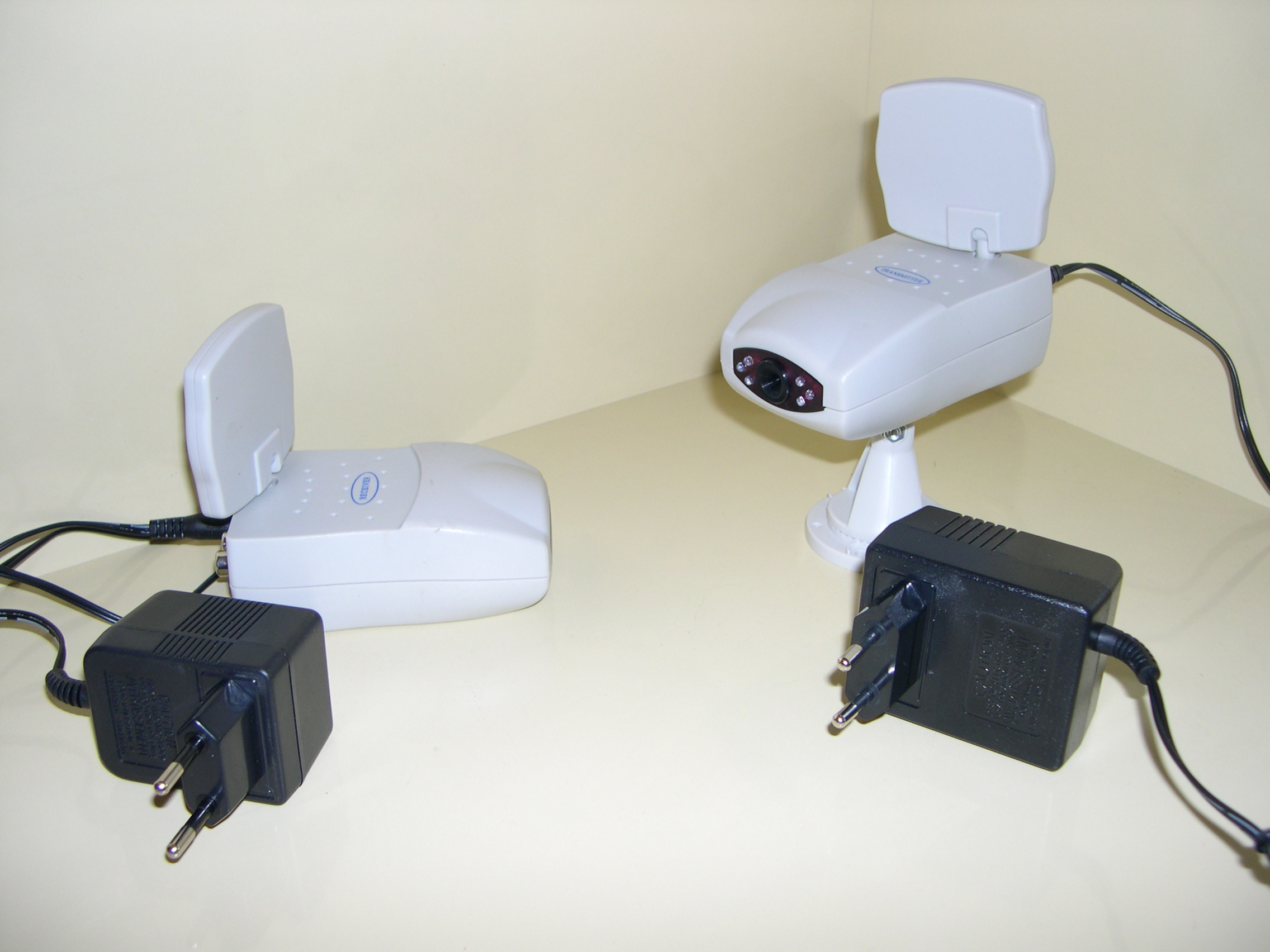
Un kit caméra analogique "CE".

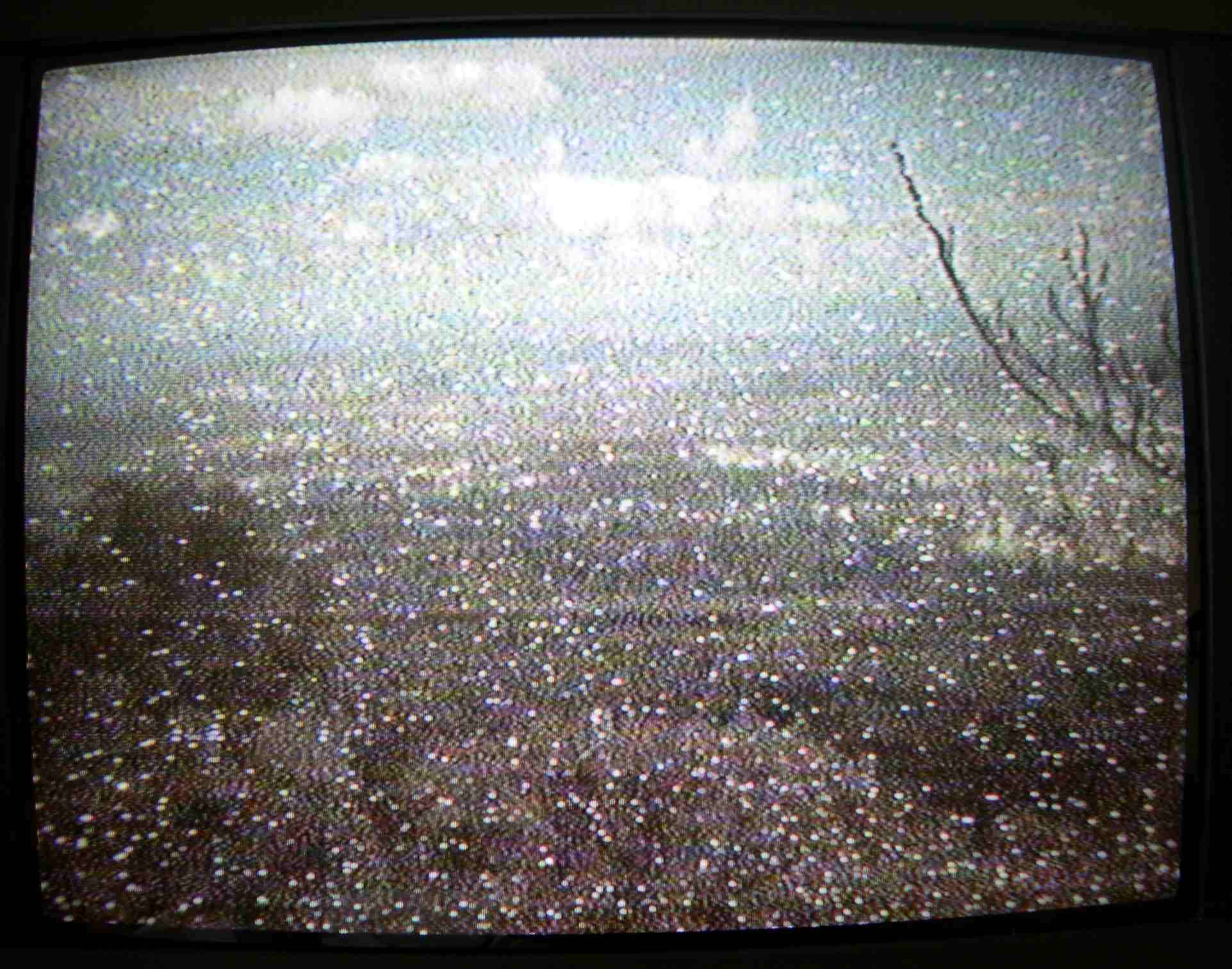
Résultat in situ, D : 5 km.

En application webcam, les images analogiques en mode local ne sont pas, ou peu, affectées par la fluidité, cependant une fois injectées sur une ligne ADSL (via PC, carte d'acquisition et modem), le problème de saccade se pose le plus souvent.
Via certains serveurs c'est un problème de rafraîchissement qui se pose même, il faut parfois attendre plusieurs secondes pour obtenir une nouvelle image, la capacité du "tuyau" n'étant pas en cause. De plus le nombre d'utilisateurs simultanés en ligne peut ralentir le système, ces 2 dernières remarques  pouvant s'appliquer aux modes numérique et analogique.
Les critères décisifs sont:
- le type de capteur, CMOS ou CCD.
- le nombre de lignes (définition)
- le nombre de pixels ou points (résolution)
- le sensibilité (lux)
- l'angle horizontal d'ouverture visuel (50° en moyenne, un peu plus si pris en diagonale)
- l'auto-iris (extérieur)

Certaines caméras sans fil sont compatibles extérieur abrité, d'autres peuvent être sous caisson dédié (non métallique). La qualité des capteurs embarqués est, en général, pas parmi les meilleurs, si à l'origine ce détail est primordial, se tourner vers l'alternative, caméra + transmetteur.

## Portée
.

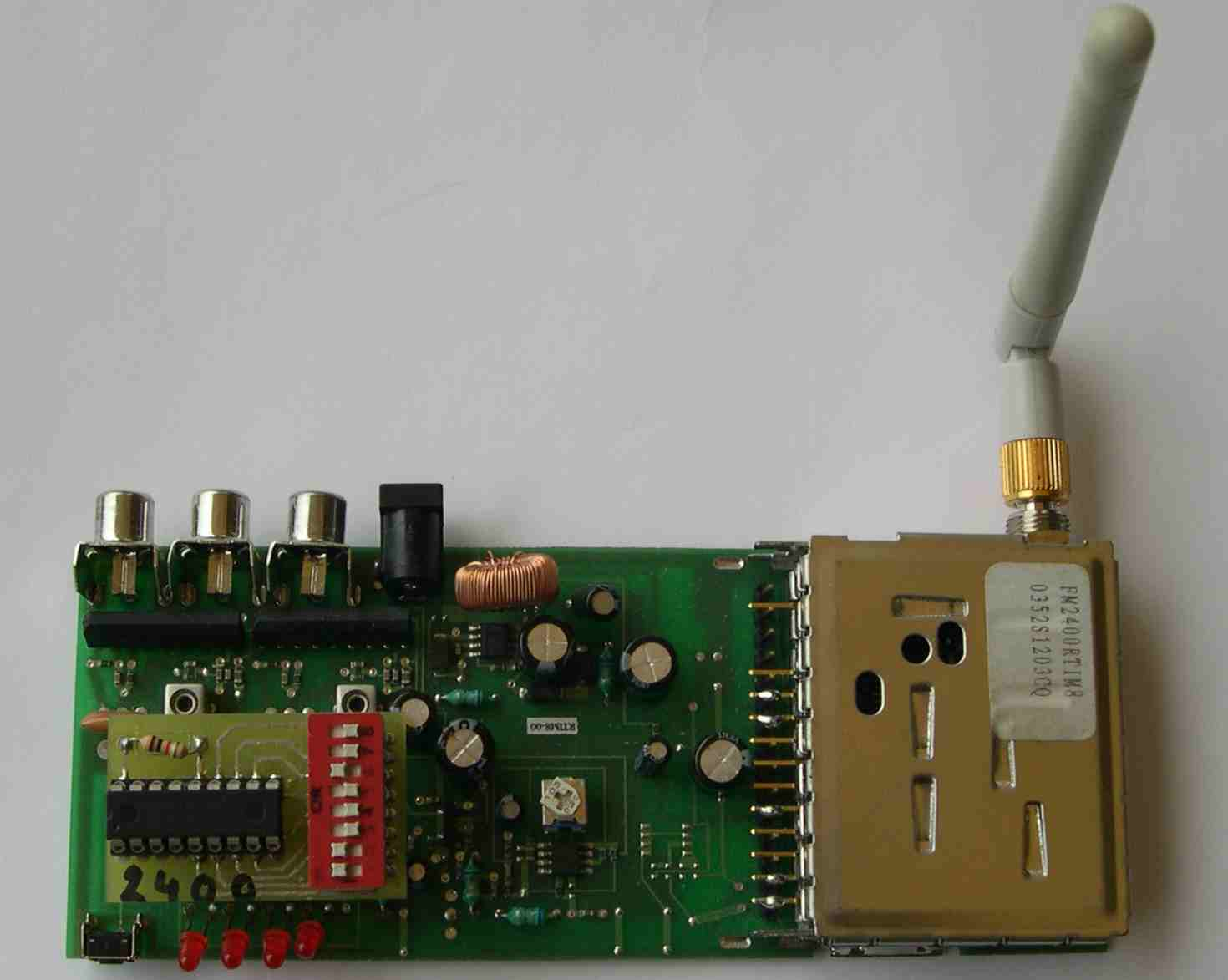
Récepteur universel ISM à meilleure sensibilité

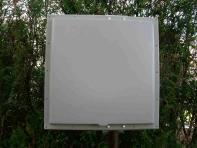
Antenne directive.Gain 21 dBi

La portée maximale raisonnable vaut environ 1 000 m, en optique, au-delà des problèmes de liaison apparaissent.
Toujours en espace libre, la portée en mode dégradé, c'est-à-dire à qualité d'image et de transmission inférieures, peut être plus importante. Une atténuation de 20 dB permet une évocation de portée 10 fois plus importante. Si on accepte de perdre 6 dB sur le signal la portée est doublée en théorie.
La portée dépend dans une certaine mesure de l'utilisation effective de la PIRE maximale autorisée, mais aussi de la qualité de l'étude puis de la réalisation industrielle de la caméra sans fil. Une caméra HF livrée avec son récepteur produira une zone d'exploitation  dépendant de la figure de bruit dudit récepteur, 3  à   6 dB. Plus ce nombre est faible plus le récepteur est performant, ou sensible, c'est-à-dire plus il sera capable de fournir la meilleure image avec le signal le plus faible. La largeur du canal, 16 ou 18 MHz, intervient, mais peu. 
Les résultats finaux peuvent être nuancés et sont surtout visibles sur des signaux faibles dits neigeux. La portée de curiosité peut dépasser les 5 km sur les kits CE soignés. Des surfaces de réflexion fortuites providentielles, (sol, rocher, mur, etc.) surtout proches des points de réception et/ou d'émission, peuvent apporter un regain de signal, quelques dB C/N. 
Il n'y a pas de limite franche et connue à la portée des signaux produits par les caméras sans fil en analogie, la qualité de l'image se détériore graduellement mais  de moins en moins vite au fur et à mesure qu'on s'éloigne, c'est-à-dire par exemple que l'on ne perd pas plus de signal entre 1  et   2 km qu'entre 5  et   10 m.
Avec une caméra Wifi, l'approche est différente, c'est tout ou rien, soit une image de qualité initiale, ou bien c'est l'écran noir, comme en télévision numérique satellitaire ou terrestre.
En analogie la portée dite améliorée se fait avec un récepteur démodulateur ou module RX Comtech connecté à une antenne à gain parabole pleine ou type grille ou encore un panneau type patch ou quad  suivie éventuellement et respectivement d'un convertisseur (tête) fonctionnant entre 2,3/2,7 GHz ou d'un préamplificateur d'antenne (2,3/2,4 GHz) à faible bruit. Tous ces moyens n'ont aucune influence sur la puissance du signal émis, ils compensent simplement les pertes du trajet augmentant avec l'éloignement. Par exemple pour bénéficier d'une bonne qualité d'image, (obtenue à 500 m) il faudrait, pour 2 000 m, une antenne procurant un gain de 12 dB supérieur à celui de l'antenne RX simple, soit une antenne présentant un gain de 15 dBi.
Les récepteurs avec antenne à gain sont surtout faits pour robuster la qualité du signal capté, vis-à-vis des interférences de plus en plus nombreuses comme les fours micro-ondes et toutes les autres applications en ISM.

## Qualité d'image et distance
Quelques exemples d'aspect d'images PAL obtenus selon la distance avec un kit caméra sans fil 2.4 GHz à la norme CE et reçue sur son récepteur associé (Figure bruit 4 dB).

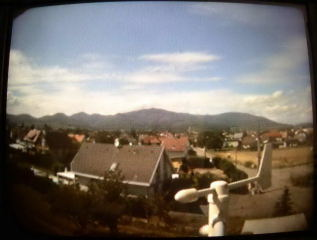
500 m
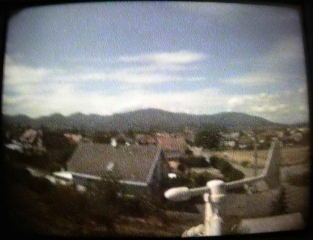
~ 1 km
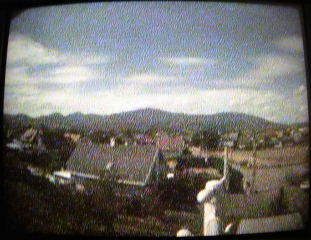
~ 1,5 km
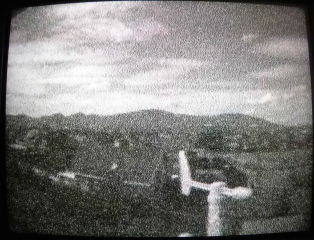
~ 2 km
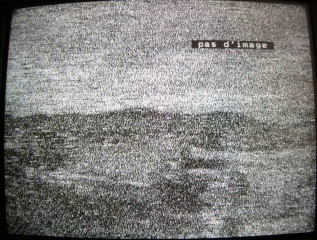
~ 5 km

En Wi-Fi, le routeur (ou carte) peut être aussi doté d'antennes à gain, mais se référer à la règlementation, PIRE autorisée.

## Caméra sans fil1,2GHz

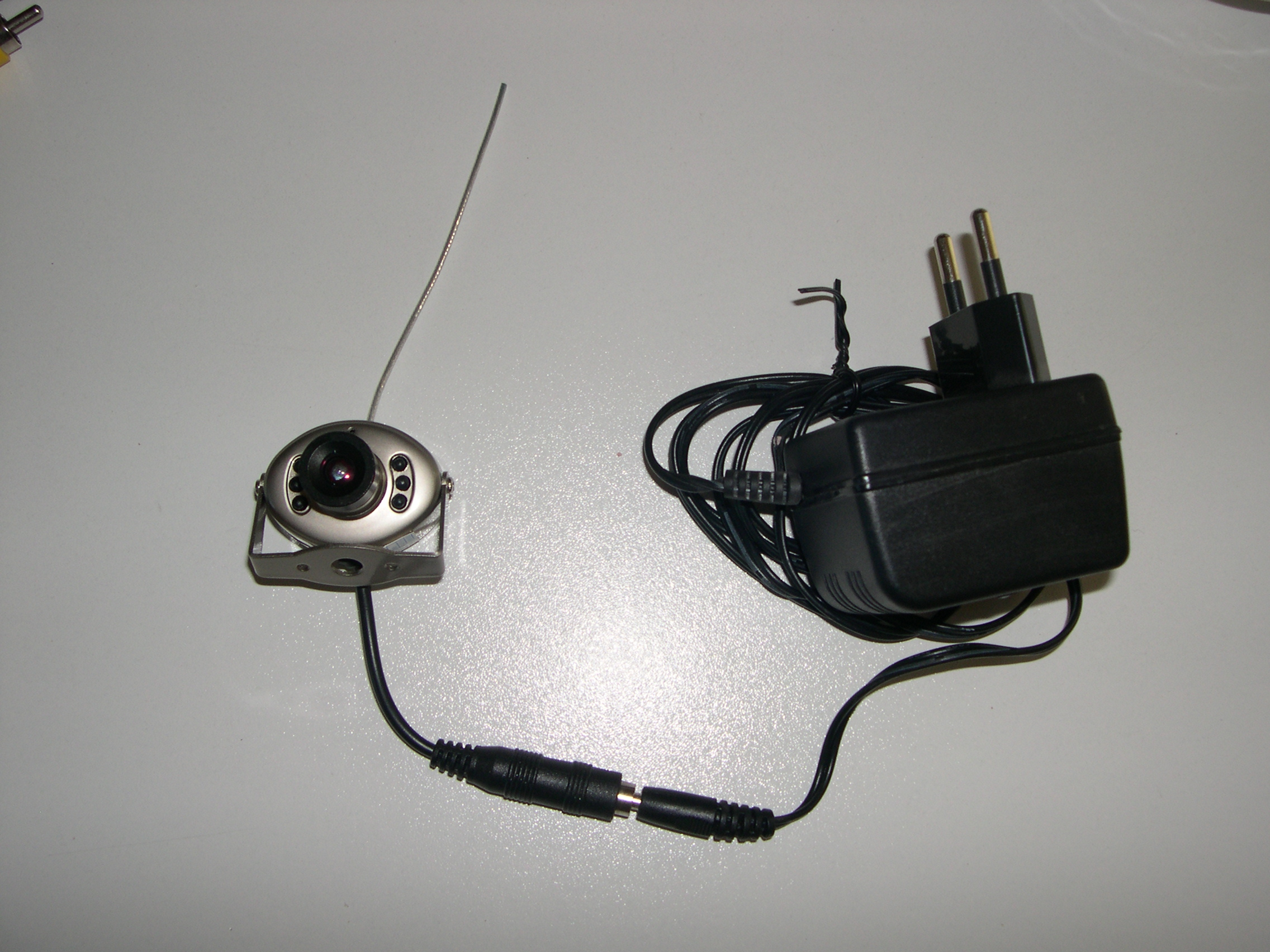
Cam sans-fil UHF

Depuis peu des kits portant le marquage "CE" composés d'une caméra couleur CMOS HF, modulation FM Pire 10 mW, (avec DEL) équipée d'une antenne solidaire omnidirectionnelle et livrés avec un récepteur doté d'une antenne tige omnidirectionnelle, mais désolidarisable (via SMA pour antenne extérieure), annoncé comme fonctionnant dans la partie de la bande 0,86–1,3 GHz, sont proposés par des hypers ou des bricos x. L'atténuation dans l'espace libre étant moins marquée, leur portée peut être plus importante ou leur réception plus facile. À tester dans la pratique.
NB : l'utilisation en France et en Europe est interdite.

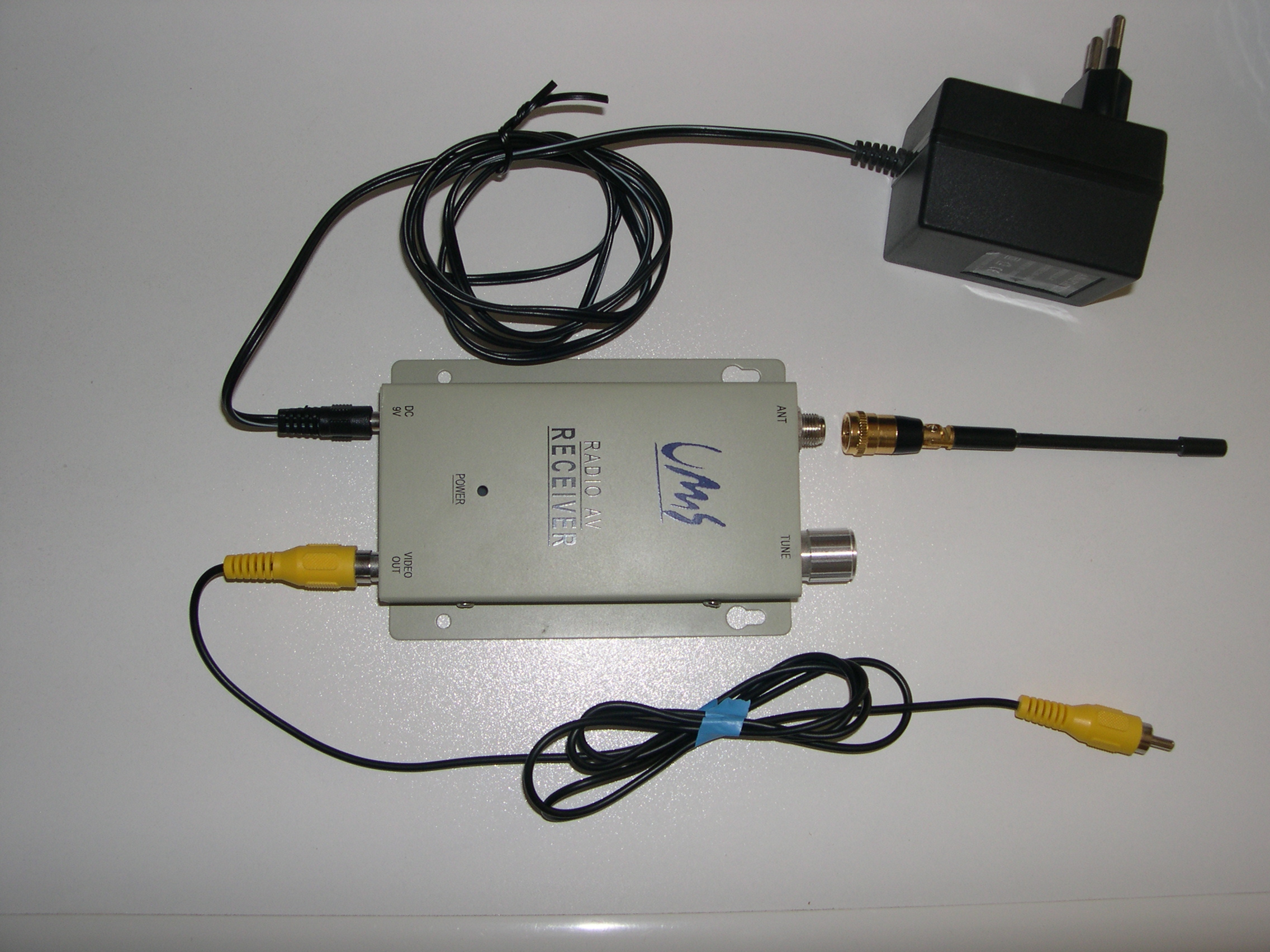
Récepteur pour cam

Quelques atténuations/air:
- 25 m : - 62 dB
- 50 m : - 68 dB
- 75 m : - 71,5 dB
- 100 m : - 74 dB
- 250 m : - 82 dB
- 500 m : - 88 dB
- 750 m : - 91,5 dB
- 1 km : - 94 dB

## Au sujet des fréquences libres et de leur puissance légale
L'usage de caméras HF 1,2  et   2,4 GHz plus puissantes (exemple 50 mW, voire 500 mW) largement distribuées par la VPC ou surfaces spécialisées est interdit d'emploi (sans licence) dans l'UE. Ne concerne pas les radioamateurs.
Seules les bandes de l'ISM 2,4  à   2,483 5 GHz et 5,150  à   5,350 GHz et 5,470  à   5,725 GHz (hiperlan) avec une puissance (PIRE) de 200 mW et 1 W, respectivement, sont autorisées. Malgré leur relative faible puissance apparente, accordée par les autorités, les signaux des caméras sans-fil peuvent atteindre un point éloigné de 100 km (à vue) mais avec des antennes de réception adaptées.
Quelques atténuations/air 5,7 GHz
- 25 m : -74,5 dB
- 50 m : -80,5 dB
- 75 m : -85 dB
- 100 m : -87,5 dB
- 250 m : -95,5 dB
- 500 m : -101,5 dB
- 750 m : -105 dB
- 1 000 m : -107,5 dB